# 9099 Kenjitanabe
9099 Kenjitanabe este un asteroid din centura principală de asteroizi.

## Descriere
9099 Kenjitanabe este un asteroid din centura principală de asteroizi. A fost descoperit pe 6 noiembrie 1996 la Ōizumi de Takao Kobayashi. El prezintă o orbită caracterizată de o semiaxă mare de 3,18 ua, o excentricitate de 0,23 și o înclinație de 2,1° în raport cu ecliptica.